# كنيسة القديسان بطرس وبولس (دمشق)
كنيسة القديسان بطرس وبولس بدمشق لطائفتي "الروم الارثوذوكس والروم الكاثوليك"، كنيسة شيدت بهدف خدمة العائلات المسيحية القاطنة في الضواحي الغربية الجديدة لمدينة دمشق، تقع في ضاحية الشام الجديدة المعروفة بـ"مشروع دمر"، الكنيسة التي افتتحت في عام 2005 تعد مثالاً نادراً للكنائس التي تجمع طائفتين في صرحٍ كنسيٍ واحد.
وضع تصميمها المهندس يوسف وديع أبو حديد، وأسهم في غالبية التكاليف رجل الأعمال الدمشقي حبيب أنطون بيتنجانه، وطائفتا الروم الأرثوذكس والروم الملكيون الكاثوليك.
راعيي كنيسة "بطرس وبولس"، هما الأب "أنطون مصلح" راعي الكنيسة للطائفة الكاثوليكية ويشغل منصب رئيس "المحكمة الروحية للروم الكاثوليك"، أما الأب "يوحنا اللاطي" فهو راعي "الكنيسة للطائفة الارثودوكسية" وهو مدرس في "كلية الآداب- قسم اللغة الفرنسية- اختصاص اللسانيات والنحو" في جامعة "دمشق.

## الموقع والبناء
تقع الكنيسة في غرب "مشروع دمر"، وتحديداً في الجزيرة /10-آ/ وهي بوابة المشروع للقادمين من طريق قصر الشعب، المساحة الإجمالية للكنيسة تصل إلى /500/ متر مربع، وتتألف من جرسية منفصلة عن "الصرح الكنسي" بارتفاع /31/ م، وصرح كنسي يتألف من كنيسة وقاعة استقبال، وقاعة للأنشطة ومكتبة، وجناح لسكن الكهنة، وتتسع القاعة الكنسية لما يقارب من /350-400/ مصلٍّ.

## نشاطات الكنيسة
كون الكنيسة تخدم طائفتين فقد تم توزيع أوقات الخدمة بينهما على الشكل التالي: طائفة الروم الأرثوذوكس تستعمل القاعة الكنسية أيام "الجمعة- مساءً، السبت- مساءً، الأحد- صباحاً"، أما طائفة الروم الكاثوليك فتستعمل القاعة الكنسية يومي "الأحد- مساءً، والخميس- مساءً".
كنيسة "بطرس وبولس" تقوم بعدد من الأنشطة الثقافية والمحاضرات العلمية والاجتماعية والطبية، وكذلك عدد من الأمسيات الشعرية، ومعارض للوحات التشكيلية، كما تستضيف فرقا موسيقية معروفة على المستوى الوطني، مثل "كورال الحجرة"، والنشاط الأهم هو الاحتفال في كل عام بـعيد الكنيسة الموافق لـ "29 حزيران"، وهو عيد "القديسين بطرس وبولس". كما يقام داخل الكنيسة عدد من الأنشطة الاجتماعية السنوية، مثل "السوق الخيري السنوي"، "معرض لذوي الاحتياجات الخاصة"، و"احتفال بتكريم الناجحين في الشهادتين"، كما يفتتح "النادي الصيفي" في كل عام؛ الذي يقوم الأطفال خلاله بعدد من الأنشطة كالرحلات العلمية، وزيارات إلى "المسارح والمتاحف والمسابح وحدائق الحيوان.." ويتعلمون فيه كذلك مبادئ "الموسيقا ورقص الباليه"؛ أما فرقة "كشاف الكنيسة"، الذين يتولون تنظيم الاحتفالات والمناسبات السنوية، فيقودون "فرقة المراسم" الخاصة بها.